# Плеопод

Строение ракообразного. Плеоподы расположены на пяти брюшных сегментах.

Плеопод (от греч. pleō — плавать и podos — нога), или плавательная ножка, или брюшная ножка — конечность, находящаяся у различных ракообразных под брюшком.

## Функции
Плеоподы у планктонных ракообразных Euphausiacea находятся на пяти брюшных сегментах и используются для плавания. У бентосных длиннохвостых ракообразных (речных раков, лангустов и других) плеоподы короткие и слабые, к ним крепится икра. Передняя пара плеопод самцов этих ракообразных служит совокупительным органом.
Креветки используют плеоподы как для плавания, так и для размножения.
Бывают также дыхательные плеоподы.